# Maria Zofia z Hesji-Kassel
Maria Zofia Fryderyka duń. Marie Sophie Frederikke (ur. 28 października 1767 w Hanau, zm. 21 marca 1852 w Kopenhadze) – królowa Danii i Norwegii.

## Życiorys
Była najstarszym dzieckiem landgrafa Hesji-Kassel Karola i jego żony księżniczki duńskiej Luizy. 31 lipca 1790 w zamku Gottorp w Szlezwiku poślubiła następcę tronu Danii, późniejszego króla Fryderyka VI, z którym znała się już od dawna. Na tron wstąpiła wraz z mężem po śmierci teścia króla Chrystiana VII 13 marca 1808. Wraz z mężem została koronowana w kaplicy zamku Frederiksborg w Hillerød w 1815.
Na początku panowania nie była popularna. Późno nauczyła się duńskiego i nie był to nigdy jej ulubiony język. Na starość skomentowała to w następujących słowach: „Jak jest się szlachetnym człowiekiem, to chyba wszystko jedno czy jest się Niemcem czy Duńczykiem?”.
Królowa była bardzo pobożna. Po ośmiu porodach z własnej inicjatywy zakończyła pożycie ze swoim mężem, który znalazł pocieszenie w ramionach innych kobiet. Z jedną z nich, oficjalną królewską metresą pułkownikową Frederikke Dannemand, królowa spotkała się po śmierci króla. Wtedy padły znamienne słowa: „Obie straciłyśmy tak wiele”.
W sprawach politycznych Maria Zofia przeciwna była niefortunnemu sojuszowi Danii z Napoleonem, co spowodowało spadek jej popularności. Popularność tę odzyskała po zakończeniu wojen napoleońskich, które na Danię, sojuszniczkę Napoleona, sprowadziły same nieszczęścia.
W latach 1814–1815, gdy król uczestniczył w Kongresie wiedeńskim sprawowała regencję. Para miała ośmioro dzieci, z których przeżyła tylko dwójka:
- Chrystiana (1791-1791),
- Marię Ludwikę (1792-1793),
- Karolinę (1793-1881),
- Ludwikę (1795-1795),
- Chrystiana (1797-1797),
- Julianę Ludwikę (1802-1802),
- Fryderykę Marię (1805-1805),
- Wilhelminę (1808-1891).

Królowa Maria Zofia została pochowana u boku męża w katedrze w Roskilde.
Była odznaczona duńskim Orderem Chrystiana VII.